# Wales megyéi népesség szerint
Ez a lista Wales megyéit sorolja fel népesség szerint. Az adatok forrása az Office for National Statistics 2011-ben közzétett, 2010-es becslése.
| Rangsor | Megye             | Népesség | Közigazgatási státus |
| ------- | ----------------- | -------- | -------------------- |
| 1       | Cardiff           | 341 054  | City és county       |
| 2       | Rhondda Cynon Taf | 234 309  | County borough       |
| 3       | Swansea           | 232 501  | City és county       |
| 4       | Carmarthenshire   | 180 717  | County               |
| 5       | Caerphilly        | 173 124  | County borough       |
| 6       | Flintshire        | 149 709  | County               |
| 7       | Newport           | 141 306  | City és county       |
| 8       | Neath Port Talbot | 137 392  | County borough       |
| 9       | Bridgend          | 134 564  | County borough       |
| 10      | Wrexham           | 133 559  | County borough       |
| 11      | Powys             | 131 313  | County               |
| 12      | Vale of Glamorgan | 124 976  | County borough       |
| 13      | Gwynedd           | 119 007  | County               |
| 14      | Pembrokeshire     | 117 086  | County               |
| 15      | Conwy             | 110 863  | County borough       |
| 16      | Denbighshire      | 96 731   | County               |
| 17      | Torfaen           | 90 533   | County borough       |
| 18      | Monmouthshire     | 88 089   | County               |
| 19      | Ceredigion        | 76 938   | County               |
| 20      | Anglesey          | 68 592   | County               |
| 21      | Blaenau Gwent     | 68 368   | County borough       |
| 22      | Merthyr Tydfil    | 55 699   | County borough       |